# Гринланд (Арканзас)
Гринланд (енгл. Greenland) град је у америчкој савезној држави Арканзас.

## Демографија
По попису из 2010. године број становника је 1.259, што је 352 (38,8%) становника више него 2000. године.
| Група             | 2000.       | 2010.         |
| Белци             | 851 (93,8%) | 1.148 (91,2%) |
| Афроамериканци    | 10 (1,1%)   | 17 (1,4%)     |
| Азијати           | 4 (0,4%)    | 8 (0,6%)      |
| Хиспаноамериканци | 20 (2,2%)   | 41 (3,3%)     |
| Укупно            | 907         | 1.259         |